# Francisco López Amenábar
Francisco Javier López Amenábar, también conocido como Pancho López (Santiago de Chile, 20 de junio de 1971), es un actor, presentador de televisión, empresario y político chileno.

## Biografía
Nació el 20 de junio de 1971 en Santiago. Hijo Francisco López Fernández y de Dolores Amenábar Aguirre. Es el mayor de cuarto hermanos (María de los Ángeles, Ignacio y Juan Eduardo). Por su vía materna, es nieto de Gustavo Amenábar Chadwick, miembro de la Familia Chadwick. 
Cursó sus estudios preescolares en École De Hamme–Mille en Bélgica, luego llegando a Chile el año 1978 se integraría al Colegio San Ignacio Alonso Ovalle y en 1985 al Colegio San Ignacio El Bosque, desde donde egresaría el año 1988.
Prosiguió sus estudios en la Universidad Central (Psicología) y en la Universidad del Pacífico (Publicidad); en la Pontificia Universidad Católica de Chile desarrolló un Diplomado en Marketing y en la Universidad Diego Portales un Magíster Internacional en Comunicación, que sería complementado con un Magíster en Comunicación Estratégica en la Universidad Pompeu Fabra de España. Durante los años 2001 al 2004 desarrolló labores de docencia en las carreras de Producción de Eventos y Relaciones Públicas en las cátedras de "Producción de Eventos y Ferias", "Comunicación Corporativa" y "Dirección y Control de Eventos".

### Vida personal
Tuvo un casamiento anterior y tuvo 2 hijos en la actualidad se encuentra casado con Carol Kresse, con quien tiene dos hijas.

## Carrera artística
Tuvo mucha fama y reconocimiento en la década de los noventa, donde se hizo conocido por estelarizar las teleseries del primer semestre de Canal 13, perfilándose como uno de los "galanes juveniles" más promisorios de aquellos años donde incluye la animación del programa Juéguesela en el 13 de la misma casa televisiva en 1999 y 2000. Su vuelta a la Televisión fue el año 2002 al elenco del clásico Jappening con ja interpretando diferentes personajes en "La Oficina", "La Pobla" y otras secciones del programa que se emitía en horario prime, en vivo a través de Mega, la llegada a Mega lo hace junto a su compañera radial (Radio Pudahuel / diciembre de 2002-marzo de 2005) Renata Bravo.
En una entrevista hace algunos años, el ex actor afirmó haber recibido muchas ofertas para volver a actuar en telenovelas -principalmente de su antigua casa televisiva- y en formatos nocturnos, como Soltera otra vez. El último acontecimiento con respecto a su vida pública, fue que una de sus cuatro hijos -María de los Ángeles López- participó el 2014 en la teleserie de TVN, No abras la puerta, interpretando a la hija de la protagonista, encarnada por Luz Valdivieso.

## Vida pública
Tras su alejamiento de las cámaras, López incursionó en la política, ocupando el cargo de director del Instituto Nacional de la Juventud (INJUV), durante el año 2000. Fue precandidato a diputado por Democracia Cristiana pero no fue elegido. Luego el año 2005 fue candidato a Diputado por el Distrito 24 (La Reina y Peñalolén) obteniendo 10.055 votos, equivalentes al 6,9% pero está vez como Renovación Nacional.

## Filantropía
El año 1997 Francisco López funda “PATRONCITOS”, como un apostolado orientado a dar alimentos a personas en situación de calle. El año 2001 ya se habían sumando más de 20 voluntarios, y este grupo comenzó a tener contacto con Hogares de Niños y Niñas a los que acompañaban con regalos y juegos. Esas campañas que contemplaban la participación de voluntarios pasó a transformarse en un programa anual de “CUMPLIMIENTO DE SUEÑOS” y se comenzó a hablar del “Proyecto Social Patroncitos”. El 18 de agosto de 2014, el Día de la Solidaridad y aniversario de la Muerte del Padre Hurtado, se formalizó la creación de la "FUNDACION PATRONCITOS" . 

## Teleseries
| Año  | Teleserie                | Personaje            | Canal    |
| ---- | ------------------------ | -------------------- | -------- |
| 1993 | Marrón Glacé             | Luis Antonio Pastene | Canal 13 |
| 1994 | Champaña                 | Nil González         | Canal 13 |
| 1995 | El amor está de moda     | Álex Correa          | Canal 13 |
| 1996 | Marrón Glacé, el regreso | Luis Antonio Pastene | Canal 13 |
| 1997 | Eclipse de luna          | Faustino             | Canal 13 |
| 1998 | Amándote                 | Rubén Fuentes        | Canal 13 |
| 1999 | Fuera de Control         | Álvaro Villalobos    | Canal 13 |

## Series
| Año  | Serie                      | Personaje   | Canal    |
| ---- | -------------------------- | ----------- | -------- |
| 1990 | Crónica de un hombre santo |             | Canal 13 |
| 1995 | Soltero a la medida        | Dante Soldi | Canal 13 |
| 2003 | Cuentos de mujeres         | Ricardo     | TVN      |
| 2004 | La vida es una lotería     | Jorge       | TVN      |
| 2005 | El cuento del tío          | Policía     | TVN      |

## Publicidad
- Chomp Marrón Glacé de Savory (1993) - Comercial de helados promocional a la teleserie Marrón Glacé